# Leptocerus exanimis
Espèce
Leptocerus exanimis est une espèce fossile d'insectes de l'ordre des Trichoptera dans la famille des Phryganeidae ou des Leptoceridae, et dans le genre Leptocerus.

## Classification
L'espèce Leptocerus exanimis est décrite en 1937 par le paléontologue français Nicolas Théobald (1903-1981) dans sa thèse,. 

### Fossiles
L'holotypes AI de l'ère Cénozoïque, et de l'époque Oligocène (33,9 à 23,03 Ma) fait partie de la collection de l'Institut Géologique de Lyon et vient des marnes calcaires séparant les bancs de gypse, à la « montée d'Avignon » d'Aix-en-Provence.

### Étymologie
L'épithète spécifique exanimis signifie en latin « inanimé ».

## Présentation

### Caractères
La diagnose de Nicolas Théobald en 1937, : 

« Insecte de taille moyenne, au corps élancé, noir, aux ailes antérieures longues et foncées. Les ailes postérieures sont plus courtes et plus claires. Tête libre, plus large que longue, forme presque arrondie ; surface couverte de poils ; yeux composés latéraux, saillants, facettes bien développées ; deux antennes de 17,5 mm. de longueur, c'est-à-dire dépassant deux fois la longueur du corps. 78 (?) homonomes, cylindriques ; article de la base plus gros, porte de longs poils à l'extrémité ; les autres articles à peu près trois fois aussi longs que larges. Les antennes sont d'ailleurs cassées ; ainsi, à gauche du corps, se trouvent des fragments de l'antenne droite. Les palpes maxillaires ne sont pas visibles. Thorax allongé ; prothorax court et libre ; méso- et métathorax soudés ensemble. Abdomen allongé, cylindrique ; neuf segments visibles ; couleur brunâtre. Pattes velues, grêles; tarses à cinq articles. Ailes allongées, dépassant l'extrémité de l'abdomen, étroites, très poilues. La nervation est très difficile à déchiffrer ; sur l'aile postérieure, aucune nervure n'est visible. Sur l'aile antérieure on reconnait R se terminant au tiers externe, Rs se détachant près de la base de l'aile, se divisant en deux branches réunies par une nervure transversale, la branche antérieure est elle-même bifurquée. M, Cu et A vaguement discernables. ».

### Dimensions
La longueur totale est de 8,75 mm, la tête a une longueur de 1 mm, le thorax a une longueur de 2,25 mm et une largeur de 1,5 mm, l'abdomen a une longueur de 5,5 mm et une largeur de 1,2 mm, les ailes ont une longueur de 8,5 mm et une largeur de 2,4 mm,.

### Affinités
« La place parmi les Trichoptera est indiquée par la taille élancé, la tête libre, les longues antennes, pluriarticulées et homonomes, les yeux ayant des facettes bien développées, les ailes couvertes de poils, avec nervures longitudinales ramifiées et peu de nervures transversales, les tarses à cinq articles.
Les très longues et fines antennes sont un caractère typique des Leptoceridae. de plus, seule la branche antérieure de Rs est ramifiée. Il y a une nervure transversale entre les deux branches principales de Rs, elle manque entre Rs et M.
On peut donc admettre qu'il s'agit effectivement d'un Leptoceridae. Malheureusement l'aile postérieure et les pattes sont indéchiffrables ; la détermination générique ne peut être faite avec une absolue certitude.
Les caractères observés se retrouvent dans le g. Leptocerus, en particulier parmi les espèces à ailes foncées et antennes annelées de blanc à la base, tel Leptocerus riparius Steph. de nos régions. »

## Biologie
« Les larves vivent dans toutes les eaux en se construisant un fourreau étroit, conique, formé de débris végétaux, de sable ou de soie. »

### Publication originale
- [1937] Nicolas Théobald, « Les insectes fossiles des terrains oligocènes de France 473 p., 17 fig., 7 cartes,13 tables, 29 planches hors texte », Bulletin Mensuel de la Société des Sciences de Nancy et Mémoires de la Société des sciences de Nancy, Imprimerie G. Thomas,‎ 1937, p. 1-473 (ISSN 1155-1119 et 2263-6439, OCLC 786027547). .